# 8980 Heliaca
8980 Heliaca eller 4190 T-3 är en asteroid i huvudbältet som upptäcktes den 16 oktober 1977 av den nederländsk-amerikanske astronomen Tom Gehrels och det nederländska astronomparet Ingrid van Houten-Groeneveld och Cornelis Johannes van Houten vid Palomarobservatoriet. Den är uppkallad efter fågeln Kejsarörn.
Asteroiden har en diameter på ungefär 7 kilometer och den tillhör asteroidgruppen Dora.